# Lúcia Sigalho
Lúcia Sigalho (Beira), é uma autora, actriz, dramaturga e encenadora portuguesa.

## Biografia
Lúcia Sigalho nasceu em Moçambique na cidade da Beira.  Após a revolução do 25 de Abril, vai com a familia para Portugal e fica a morar em Santarém, até ir estudar na Faculdade de Direito da Universidade de Lisboa em 1982.  É lá que se estreia no teatro na peça de Rainer Werner Fassbinder, Sangue no Pescoço da Gata.
Dirige, no teatro, a Companhia Sensurround desde 1997, onde escreveu, encenou e interpretou espectáculos como Puro Sangue, Solo, O Sorriso da Gioconda, Seres Solitários, Dedicatórias, Vida e Morte Luluzinha ou Triangulação Oskar: A Morte do Cisne, entre outros. 
No cinema trabalhou com Edgar Pêra, com quem colaborou quer como actriz quer como argumentista nos filmes A Janela Não É a Paisagem e A Janela, Maryalva Mix, pelo qual foi nomeada para os Globos de Ouro na categoria de melhor actriz. 
Apareceu ainda em filmes de outros realizadores, José Álvaro Morais, Raquel Freire,  Rita Nunes, Teresa Villaverde. 

## Filmografia Seleccionada
Fez parte do elenco dos filmes: 
- 1997 - Menos 9, curta-metragem realizada por Rita Nunes
- 1997 - O Homem do Comboio, curta-metragem realizada por Elsa Bruxelas e Ricardo Rezende
- 1999 - A Janela Não É Paisagem, de Edgar Pêra [3]
- 2000 - Peixe Lua, realizado por José Álvaro Morais
- 2001 - A Janela: Maryalva Mix, de Edgar Pêra
- 2001 - Água e Sal, da realizadora Teresa Villaverde
- 2001 - Rasganço, da realizadora Raquel Freire

## Ligações Externas
- Arquivos RTP |Programa Por Outro Lado | Lúcia Sigalho entrevistada por Ana Sousa Dias
- Trailer | A Janela, Maryalva Mix